# Рафалович, Никита Игоревич
Никита Игоревич Рафалович (род. 10 октября 1993 года) — узбекский тхэквондист (3-й дан). Мастер спорта Республики Узбекистан международного класса.

## Карьера
Воспитанник ташкентского тхэквондо. Бронзовый призёр молодёжного чемпионата Азии 2009 года.
Бронзовый призёр чемпионата Азии 2014 года. Серебряный призёр чемпионата мира 2015 года.
Победитель и призёр нескольких международных турниров, таких как Открытый чемпионат Австралии (2014, 1 место), Открытый чемпионат Катара (2015, 1 место), Открытый чемпионат Кореи (2014, 2 место).
Победитель Азиатских Игр 2018 года.
На Олимпийских играх в Рио-де-Жанейро в первой же схватке уступил тунисцу Уссаме Уэслати, будущему бронзовому призёру.
Студент Узбекского государственного института физической культуры.